# Creatonotos pallidior
Creatonotos pallidior är en fjärilsart som beskrevs av Guen. Creatonotos pallidior ingår i släktet Creatonotos och familjen björnspinnare. Inga underarter finns listade i Catalogue of Life.